# Leone (motorfiets)
Leone is een historisch motorfietsmerk.
De Italiaan Vincenzo Leone leverde vanaf 1948 een klein 50 cc blokje met liggende cilinder. Hoewel het blokje mogelijk als hulpmotor voor fietsen was bedoeld maakte hij er enkele jaren bromfietsen mee. In 1952 ontwikkelde Leone een lichte motorfiets die van een 75 cc blokje werd voorzien.